# Phyllonemus
Phyllonemus is een geslacht van straalvinnige vissen uit de familie van de stekelmeervallen (Claroteidae).

## Soorten
- Phyllonemus brichardi Risch, 1987
- Phyllonemus filinemus Worthington & Ricardo, 1937
- Phyllonemus typus Boulenger, 1906